# Carlos Velázquez
Carlos Alberto Velázquez (14 de julho de 1925) é um ex-pentatleta olímpico e esgrimista argentino.

## Carreira
Carlos Velázquez representou a Argentina nos Jogos Olímpicos de 1952, na qual ficou na 24° posição no individual e 8° por equipe.